# George Kuchar
Pour les articles homonymes, voir Kuchar (homonymie).
George Kuchar, né à New York le 31 août 1942 et mort à San Francisco le 6 septembre 2011 , est un réalisateur underground américain, connu pour son "low-fi" esthétique.

## Biographie
George Kuchar a dirigé plus de 200 films et vidéos (y compris plus d'une quinzaine avec son frère jumeau Mike (en)), beaucoup d'entre eux étant des courts-métrages réalisés par des étudiants suivant ses cours au San Francisco Art Institute.
Dans la liste des cent meilleurs films du XXe siècle, parue dans The Village Voice du 4 janvier 2000, son film Hold Me While I'm Naked figure en cinquante-deuxième position.
Mona Varichon publie en français en 2021, les mémoires de George Kuchar et son frère Mike Kuchar (en).

## Filmographie partielle
- 1963 : Anita Needs Me (en)
- 1966 : Hold Me While I'm Naked
- 1994 : The Cage of Nicholas
- 1977 : I, an Actress[3]